# 艾哈邁德·拉加布
艾哈邁德·拉加布（Ahmed Ragab，1991年9月29日—）是一名埃及帆船運動員，主攻男子單人小艇雷射型項目。他曾獲得非洲錦標賽男子單人小艇雷射型第四名。

## 外部連結
- ISAF （页面存档备份，存于）